# Liste der Bodendenkmale in Gyhum
In der Liste der Bodendenkmale in Gyhum sind alle Bodendenkmale der niedersächsischen Gemeinde Gyhum aufgelistet. Die Quelle ist der Denkmalatlas Niedersachsen.
Der Stand der Liste ist der 30. November 2024.
Allgemein

Gyhum im Landkreis Rotenburg (Wümme)

In den Spalten finden sich folgende Informationen des Bodendenkmales:
Lagegeographische Koordinaten
BezeichnungBezeichnung lt. Denkmalatlas
BeschreibungBeschreibung lt. Denkmalatlas
IDObjekt-ID
BildBild, ggf. zusätzlich mit Link zu weiteren Fotos im Medienarchiv Wikimedia Commons.

## Bockel
| Lage                        | Bezeichnung          | Beschreibung                                                                    | ID       | Bild |
| --------------------------- | -------------------- | ------------------------------------------------------------------------------- | -------- | ---- |
| 53° 11′ 37″ N, 9° 17′ 53″ O | Bockel 10, Grabhügel | Durchmesser ca. 7 m und Höhe ca. 0,5 m. Annähernd rund. Oberfläche sehr uneben. | 28982461 | BW   |

## Nartum
| Lage                        | Bezeichnung             | Beschreibung | ID       | Bild           |
| --------------------------- | ----------------------- | --- | -------- | -------------- |
| 53° 12′ 10″ N, 9° 14′ 19″ O | Nartum 1, Großsteingrab | Am westlichen Ortsrand von Nartum auf einer Wiese am Feldrand. Rest einer schlichten Steinkammer, die ursprünglich aus vier Tragsteinen bestand und ungefähr eine Nordost-Südwest Ausrichtung hatte. Der südwestlich Abschlussträger und sechs Trägersteine beider Längswände sind in situ erhalten. Ein Deckstein liegt in der Kammer, die übrigen fehlen. Der Querschnitt lässt erkennen, dass die Träger schräg gegeneinander geneigt sind. Der jetzige mittlere Träger der SO-Wand weist auf der Innenseite unter dem Erdboden folgende Inschrift auf: SE 30 IVL 1673. Reste der Steinkammer in einem ovalen Erdhügel von bis zu 0,5 m Höhe und ca. 8 × 4 m Ausdehnung. Der Hügel soll – nach älteren Berichten – eine Steineinfassung gehabt haben. Wenige Keramikfunde erlauben eine Einordnung in die Trichterbecherkultur. | 28982459 | Weitere Bilder |
| 53° 12′ 44″ N, 9° 14′ 5″ O  | Nartum 2, Grabhügel     | Oval, Dm. 18 m (Ost-West) × 9 m (Nord-Süd). Nordteil abgetragen, nach Norden hin steil geböscht, H. bis 1,6 m. Nach Süden auslaufend, H. bis 0,8 m. | 28982460 | BW             |